# Don't Worry Bout Me (canción)
«Don't Worry Bout Me» (en español: «No Te Preocupes Por Mí») es una canción interpretada por la cantante y compositora sueca Zara Larsson. TEN y Epic lanzaron el sencillo oficial el 28 de marzo de 2019. Larsson compuso la canción junto a Tove Lo, Rami Yacoub, Linnea Södahl, Jakob Jerlström, Whitney Phillips, Ludvig Söderberg y fue producida por The Struts. El sencillo se encuentra bajo el género dance pop con tintes de dancehall fusionado con house. Inicialmente la canción fue lanzada como un sencillo independiente de su tercer álbum Poster Girl, pero finalmente fue incluida en la edición japonesa.

## Recepción

### Comentarios de la crítica
Robin Murray, de la revista Clash, describió la canción como «electrizante» y «realiza un potencial recorrido pop enérgico, respaldado por un coro impactante y una de las actuaciones vocales más enfáticas de Zara hasta la fecha». Cerys Kenneally de la revista The Line of Best Fit llamó al sencillo como «un número de verano elegante».

## Posicionamiento en las listas

### Semanales
| Bélgica       | Ultratip Wallonia       | 14 |
| Escocia       | Official Charts Company | 34 |
| Irlanda       | IRMA                    | 36 |
| Lituania      | AGATA                   | 66 |
| Noruega       | VG-lista                | 26 |
| Nueva Zelanda | Recorded Music NZ       | 10 |
| Reino Unido   | UK Singles Chart        | 34 |
| Suecia        | Sverigetopplistan       | 7  |

### Anuales
| Portugal | AFP | 910 |

## Certificaciones
| País        | Organismo certificador | Certificación | Ventas certificadas | Simbolización | Ref.   |
| ----------- | ---------------------- | ------------- | ------------------- | ------------- | ------ |
| Brasil      | Pro-Música Brasil      | Oro           | 20 000              | ●             | [ 17 ] |
| Noruega     | IFPI                   | Oro           | 20 000              | ●             | [ 18 ] |
| Reino Unido | BPI                    | Plata         | 200 000             | ♦             | [ 19 ] |
| Suecia      | GLF                    | Oro           | 4 000 000           | ●             | [ 20 ] |